# Gele knolamaniet
De gele knolamaniet (Amanita citrina, synoniem: Amanita mappa) is een algemeen voorkomende paddenstoel uit de familie Amanitaceae. De soort wordt makkelijk verward met de zeer giftige groene knolamaniet (Amanita phalloides). De gele knolamaniet wordt in het Engels daarom ook wel aangeduid met false death cap. Deze amaniet gedijt in loofbossen en gemengde bossen, voornamelijk bij eiken en beuken. De soort komt voor op (verzuurde) zandgrond.

## Beschrijving
Hoed
De gele knolamaniet bezit een bolvormige gewelfde tot vlakke ronde hoed, die 4 tot 10 centimeter in diameter kan worden. Het oppervlak is meestal glad, maar kan soms lokaal oranje tot lichtbruine oneffenheden vertonen. De hoed is ivoorwit tot bleek citroengeel van kleur. Vaak heeft het witte velumresten op de hoed.
Lamellen
De lamellen zijn vlezig en wit en zitten niet aan de steel vast. 
Steel
De steel heeft dezelfde kleur als de hoed. De steel is 5 tot 15 cm lang en bezit een met een beurs omgeven knolvoet.  De steel is uitgesproken cilindrisch en bezit een hoog aangezette, afhangende ring, die bij aanraking bruin kan verkleuren. 
Geur
De gele knolamaniet ruikt naar rauwe aardappelen.
Sporen
De sporen zijn glad, wit, amyloïde (kleuren blauw met jodium), zo goed als rond en meten 8-10 × 7-8 micrometer.

### Variëteit
Er bestaat een variëteit van de gele knolamaniet: de witte knolamaniet (Amanita citrina var. alba). Deze onderscheidt zich van de gele knolamaniet doordat deze helemaal wit is en nergens, op de velumresten op de hoed na, geelverkleuring vertoont. De alba-variëteit mist het gele pigment, dus de vruchtlichamen hebben een ivoren hoed en steel. Die exemplaren kunnen ook tussen normaal gekleurde exemplaren groeien.

## Toxiciteit
De toxiciteit van de soort is toe te schrijven aan de aanwezigheid van het gif alfa-amanitine, hetgeen door de Universiteit van Cambridge werd vastgesteld. Evenwel werd aangetoond dat de hoeveelheid gif zeer beperkt is. Dat impliceert dat er geen schadelijke effecten optreden wanneer een kleine hoeveelheid wordt ingeslikt. Bij grotere hoeveelheden kunnen symptomen van vergiftiging optreden.
Het grootste gevaar schuilt echter niet in de aanwezigheid van het alfa-amanitine, maar in het feit dat deze soort zeer makkelijk verward kan worden met de veel giftiger groene knolamaniet. Daarnaast kan de soort ook verward worden met de narcisamaniet (Amanita gemmata). De hoed van deze soort is echter veel geler gekleurd.

## Verspreiding
De gele knolamaniet wordt gevonden in Australië en Zuid-Afrika. Het verspreidingsgebied omvat de gematigde breedtegraden. De soort komt voor in de Kaukasus, Korea en Japan, de Verenigde Staten, Canada en de Canarische Eilanden. In Europa komt hij voor van het Middellandse Zeegebied tot aan de Hebriden en het zuiden van Scandinavië, in oostelijke richting tot Wit-Rusland en Estland. De noordelijke verspreidingsgrens komt overeen met die van eikensoorten.